# جزر الصويرة
جزر موكادور هي مجموعة من الجزر الصغيرة قبالة الساحل الغربي للمغرب في الخليج الواقع في مدينة الصويرة ، وأكبرها جزيرة موكادور.

## تاريخ
في العصور القديمة، سكن الفينيقيون هذه الجزر من أجل استغلال بعض الموارد البحرية وكحصن للدفاع. واستمر الرومان في استخدام الجزر خلال القرن الثاني قبل الميلاد لتصنيع صباغ أرجواني من بعض الكائنات البحرية. وتشير الدراسات الأثرية من العصر الحجري الحديث في هذه المنطقة إلى أن السكان الأصليون عاشوا في هذه المنطقة من حوالي 3000 إلى 2000 قبل الميلاد.
تم تصنيف الجزر كموقع رامسار محمي منذ عام 2005.